# Marie de Heredia
Marie de Heredia (20 de diciembre de 1875, París - 6 de febrero de 1963, Suresnes), también conocida por su apellido de casada Marie de Régnier o su pseudónimo Gérard d'Houville (también, Gerardine), con el que firmaba alguna de sus obras, es una novelista, poetisa y dramaturga francesa, estrechamente involucrada en los círculos artísticos de principios del siglo XX en París. 

## Biografía
Marie de Heredia nació el 20 de diciembre de 1875 en París y fue la segunda de las tres hijas del poeta francés (nacido en Cuba) José María de Heredia.
Cuando era niña, Marie Louise Antoinette de Heredia, más bien conocida por Marie de Heredia, ya recibía en su casa a poetas y artistas cercanos a su padre, por lo que desde niña ya se mezclaba en estos entornos. Alguno de los intelectuales eran Leconte de Lisle, Anna de Noailles, Paul Valéry ou Pierre Louÿs.
Su vida sentimental y familiar fue bastante agitada. Se casó con el poeta Henri de Régnier, pero se convirtió en la amante de Pierre Louÿs más tarde. Este último fue, probablemente, el padre de su hijo Pierre de Régnier (1898-1943), futuro periodista. Sin embargo, Marie de Heredia tuvo a otros amantes, entre los que se encuentran Edmond Jaloux y su amigo Jean-Louis Vaudoyer, el poeta Gabriele D'Annunzio (exiliado en París entre 1910 y 1914), y el dramaturgo Henri Bernstein. Además, también se le atribuye una relación sáfica con Georgie Raoul-Duval.
Su pseudónimo "Gérard d'Houville" proviene del apellido de soltera de su abuela paterna, Louise Gérard d'Houville o Girard d'Ouville. Bajo este pseudónimo, en 1918 recibió el primer premio de literatura de la Academia Francesa por todo su trabajo, siendo la primera mujer en obtener este premio.
Aunque a veces es más conocida por sus enlaces con otros artistas, Marie de Heredia fue una poeta y novelista muy consumada por derecho propio, llegando a considerarse una de las escritoras más talentosas de su época. Sus primeros intentos de poesía fueron escritos en la Bibliothèque de l'Arsenal, donde su padre era editor. Él y sus amigos alentaron sus talentos desde una edad muy temprana, y ella finalmente comenzó a publicar bajo su nombre de casada y, más tarde, tomando el pseudónimo masculino Gérard d'Houville. Más tarde, dijo que el uso del pseudónimo era una forma de distanciarse de su esposo y de su padre, los cuales eran más famosos, pero no era un intento serio de disfrazar su sexo.
Su trabajo apareció notablemente en la Revue des deux Mondes desde 1914 y fue ampliamente admirado; algunos críticos la compararon favorablemente con Mallarmé. Muchos de estos poemas aún no se han recopilado en una edición moderna. Su primera novela, L'Inconstante, apareció en 1903.
Varios pintores realizaron retratos suyos, entre los cuales se encuentran Jacques Émile Blanche y Jean-Louis Forain. Pierre Louÿs hizo un retrato de ella desnuda.

## Recepción crítica
El trabajo de Heredia fue aclamado a lo largo de su carrera y fue una escritora popular entre el público y los críticos. Cuando el periódico francés L'Intransigeant pidió a los lectores en 1910 que nombraran a las tres mejores escritoras, las cuales merecían un lugar en la Academia Francesa, "Gérard d'Houville" se colocó en la primera posición, por encima de Anna de Noailles y Colette.
En 1918 recibió el Gran Premio inaugural de la Academia Francesa, otorgado por su ficción, y en 1958 también recibió el Gran Premio de Poesía de la Academia por su obra poética, de modo que se convirtió en la única mujer receptora de ambos premios.

## Obras

### Novelas
- L'inconstante, 1903.
- Esclave, 1905.
- Le Temps d'aimer, 1908.
- Le Séducteur, 1914.
- Jeune Fille, 1916.
- Tant pis pour toi, 1921.
- Le Roman des quatre, 1923, escrito en colaboración con Paul Bourget, Henri Duvernois y Pierre Benoit.
- Le Chou, 1924.
- La Vie amoureuse de l'Impératrice Josephine, 1924; reedición en 1933 bajo el título L'Impératrice Josephine.
- L'Enfant, 1925.
- Clowns, 1925.
- Esclave amoureuse, 1927.
- La Vie amoureuse de la Belle Hélène, 1928.
- Le Charmant Rendez-vous, 1929.
- Les Rêves de Rikiki, 1930.
- Enfantines et Amoureuses, 1946.

### Novelas cortas
- Chez le magicien, 1926.

### Literatura infantil y juvenil
- Proprette et Cochonnet, 1926.
- Victor Hugo raconté par l'image, 1930.

### Poesía
- Vingt poèmes, 1925.
- Le Diadème de Flore, 1928.
- Les Poésies de Gérard d'Houville, 1930.

### Teatro
- Aujourd'hui et demain, 1916.
- Il faut toujours compter sur l'imprévu, 1916.
- La nuit porte conseil, 1917.
- Le Chien chinois, 1920.
- Le Sylphe, 1922.
- L'heure exacte ou nul n'échappe à son destin, 1927.
- Il ne faut pas dire : Fontaine.., 1927.
- Je crois que je vous aime… : sept proverbes, 1927.
- Lettres à Henri Mondor : autour de Stéphane Mallarmé, 2011 (publicación póstuma).

### Otras publicaciones
- Billet à M. Alfred de Musset après la représentation de Fantasio, 1925.
- Falbalas et Fanfreluches : almanach des modes présentes, passées & futures pour 1925, 1925.
- Paris et les voyages, 1925.
- Opinions candides, 1926.
- Adieu à d'Annunzio, 1935.
- Au château de Bourdonné : le souvenir de José Maria de Hérédia, 1935.
- Spectacles - le jardin de Mme de Noailles, 1935.
- Introduction à Peau d'âme de Catherine Pozzi, 1935.

## Premio
- 1918: Gran premio de la literatura de la Academia Francesa, por el conjunto de su obra.
- 1955: Premio Gustave Le Métais-Larivière de la Academia Francesa.
- 1958: Gran premio de poesía de la Academia Francesa, por el conjunto de su obra poética.